# 1245
Високе Середньовіччя •  Золота доба ісламу •  Реконкіста •  Хрестові походи •  Монгольська імперія

## Геополітична ситуація
На території колишньої Візантійської імперії існує декілька держав, зокрема Латинська імперія, Нікейська імперія та Трапезундська імперія. Фрідріх II Гогенштауфен є імператором Священної Римської імперії (до 1250). У Франції править Людовик IX (до 1270).
Апеннінський півострів розділений: північ належить Священній Римській імперії, середню частину займає Папська область, більша частина півдня належить Сицилійському королівству. Деякі міста півночі: Венеція, Піза, Генуя тощо, мають статус міст-республік, частина з яких об'єднана Ломбардською лігою.
Південь Піренейського півострова в руках у маврів. Північну частину півострова займають християнські Кастилія, Леон (Астурія, Галісія), Наварра, Арагонське королівство (Арагон, Барселона) та Португалія. Генріх III є королем Англії (до 1272), а королем Данії — Ерік IV (до 1250).
Ярослав Всеволодович має від Золотої Орди ярлик на княжіння на Русі. Новгородська республіка фактично відокремилася. У Польщі період роздробленості. На чолі королівства Угорщина стоїть Бела IV (до 1270). У Кракові княжить Болеслав V Сором'язливий (до 1279).
В Єгипті, Сирії та Палестині править династія Аюбідів, невеликі території на Близькому Сході утримують хрестоносці. У Магрибі розпадається держава Альмохадів. Сельджуки окупували Малу Азію. Монгольська імперія поділена між спадкоємцями Чингісхана. Північний Китай підкорений монголами, на півдні править династія Сун. Делійський султанат є наймогутнішою державою Північної Індії, а на півдні Індії домінує Чола. В Японії триває період Камакура.

## Події
- 17 серпня князь Данило Галицький у битві під Ярославом розбив угорсько-польське військо, що намагалося завоювати Галичину й Волинь.
- Данило Галицький визнав зверхність Золотої Орди.
- Олександр Невський здобув перемогу над литовцями під Торопцем і Усвятом.
- Відбувся Перший Ліонський собор. Імператора Фрідріха II та португальського короля Санчо II відлучено від церкви. Оголошено Сьомий хрестовий похід.
- Папа римський Іннокентій IV послав до монголів місіонера Джованні Да Плано Карпіні.
- Проти відлученого від церкви португальського короля Санчо II спалахнув бунт. Корона короля Португалії перейшла до його брата Афонсо III.
- Французький король Людовик IX розпочав підготовку до хрестового походу.
- Кастильський принц Альфонс узяв Картахену.

## Народились
- 30 квітня — Філіп III, король Франції. Помер 5 жовтня 1285 року.
- Кунегунда Ростиславна (Галицька) — королева Чехії, донька галицького князя Ростислава Михайловича.

## Померли
- Андрій Мстиславич — князь з династії Рюриковичів, гілки Ольговичів чернігівських і сіверських;